# Pedro Capellán Roca
Pedro Capellán Roca (Algaida, Baleares, 5 de agosto de 1907 - Palma de Mallorca, 17 de diciembre de 1954) fue maestro, poeta y dramaturgo español, entre otras ocupaciones.
Es autor del poema Jo sóc català, que Biel Majoral ha musicalizado y cantado. También son conocidos los poemas, escritos en catalán, Així arriben els vençuts (Así llegan los vencidos) y Oli i més oli (Aceite y más aceite).